# てんてん娘
『てんてん娘』（てんてんむすめ）は、倉金章介による日本の漫画作品。雑誌『平凡』（平凡出版）に連載されていた。テレビドラマ化、映画化されている。

## テレビドラマ

### 1956年版
1956年（昭和31年）4月2日から1957年（昭和32年）6月24日まで、ラジオ東京テレビ（現：TBSテレビ）で月曜日の20時30分 - 21時（JST）に放送された。松下電器の一社提供。全64回。1956年12月放送の第36回以降は、大阪テレビ放送と中部日本放送でも放送された。第52回より『てんてん娘捕物帖』、第58回より『てんてん娘道中記』に改題。
『ナショナル ゴールデン・アワー』（後の『ナショナル劇場』→『パナソニック ドラマシアター』）第1作。
歌と笑いのミュージカル・コメディで、時代劇でありながらユーモラスなストーリーで幅広い層に支持された。生放送で行われたスタジオドラマ（当時はVTRやフィルム撮影のテレビ映画も存在せず、生放送が一般的であった）であり、劇中で主演の宮城まり子がナショナル製品を使ってアピールする生コマーシャルも行われた。また当時は、宮城が売れっ子であったため、劇場公演を終えた宮城をすぐに自動車に乗せて、赤坂のスタジオへ向かう中、ADが手伝いながら着替えを行うというケースもあったという。

#### キャスト
- 宮城まり子[2]
- 有島一郎[2]
- 淡路恵子[2]
- 小川虎之助[2]
- 南美江

ほか

#### スタッフ
- 脚本[3]：キノトール、緒乃恵、長谷川公之、津瀬宏、前田武彦、岡田教和、菜川作太郎、西川清之、貴島研二、秋月桂太、斉藤豊吉
- 演出：石川甫[2]、森伊千雄[2]
- 監修：菊田一夫[4]
- プロデューサー：逸見稔

#### 主題歌
「てんてん娘」
- 作詞・作曲：三木鶏郎 / 歌：宮城まり子
- 後述の映画版にも使われる。

#### 放送日程
| 放送回           | 放送日         | サブタイトル               | 脚本               | 脚本               | 演出       |
| てんてん娘       | てんてん娘     | てんてん娘                 | てんてん娘         | てんてん娘         | てんてん娘 |
| ---------------- | -------------- | -------------------------- | ------------------ | ------------------ | ---------- |
| 1                | 1956年04月02日 | (不明)                     | キノトール         | キノトール         | 石川甫     |
| 2                | 4月09日        | (〃)                       | 緒方恵             | 緒方恵             | 石川甫     |
| 3                | 4月16日        | (〃)                       | キノトール         | キノトール         | 石川甫     |
| 4                | 4月23日        | (〃)                       | 長谷川公之         | 長谷川公之         | 石川甫     |
| 5                | 4月30日        | (〃)                       | 長谷川公之         | 長谷川公之         | 石川甫     |
| 6                | 5月07日        | (〃)                       | 緒乃恵             | 緒乃恵             | 石川甫     |
| 7                | 5月14日        | (〃)                       | キノトール         | キノトール         | 石川甫     |
| 8                | 5月21日        | (〃)                       | 長谷川公之         | 長谷川公之         | 石川甫     |
| 9                | 5月28日        | (〃)                       | 津瀬宏、前田武彦   | 津瀬宏、前田武彦   | 石川甫     |
| 10               | 6月04日        | (〃)                       | 長谷川公之         | 長谷川公之         | 石川甫     |
| 11               | 6月11日        | (〃)                       | キノトール         | キノトール         | 石川甫     |
| 12               | 6月18日        | (〃)                       | 長谷川公之         | 長谷川公之         | 石川甫     |
| 13               | 6月25日        | (〃)                       | キノトール         | キノトール         | 石川甫     |
| 14               | 7月02日        | (〃)                       | キノトール         | キノトール         | 石川甫     |
| 15               | 7月09日        | (〃)                       | (不明)             | (不明)             | (不明)     |
| 16               | 7月16日        | (〃)                       | 長谷川公之         | 長谷川公之         | 石川甫     |
| 17               | 7月23日        | (〃)                       | 長谷川公之         | 長谷川公之         | 石川甫     |
| 18               | 7月30日        | (〃)                       | 同人テール・ランプ | 同人テール・ランプ | 石川甫     |
| 19               | 8月06日        | (〃)                       | 長谷川公之         | 長谷川公之         | (不明)     |
| 20               | 8月13日        | (〃)                       | (不明)             | (不明)             | 森伊千雄   |
| 21               | 8月20日        | 姫君も恋をするの巻         | 岡田教和           | (監修) 菊田一夫    | 森伊千雄   |
| 22               | 8月27日        | この世の鼻の巻             | 菜川作太郎         | (監修) 菊田一夫    | 森伊千雄   |
| 23               | 9月03日        | 為朝島に流れるの巻         | 西川清之           | (監修) 菊田一夫    | 森伊千雄   |
| 24               | 9月10日        | 風穴の財宝の巻             | 西川清之           | (監修) 菊田一夫    | 森伊千雄   |
| 25               | 9月17日        | 沖縄放浪の巻               | 貴島研二           | (監修) 菊田一夫    | (不明)     |
| 26               | 9月24日        | いやになっちゃうなあの巻   | 貴島研二           | (監修) 菊田一夫    | 森伊千雄   |
| 27               | 10月01日       | ねえやが欲しいの巻         | 岡田教和           | (監修) 菊田一夫    | 森伊千雄   |
| 28               | 10月08日       | 熊の巻                     | 菜川作太郎         | (監修) 菊田一夫    | (不明)     |
| 29               | 10月15日       | (不明)                     | 岡田教和           | (監修) 菊田一夫    | (不明)     |
| 30               | 10月22日       | こんな筈ではなかったにの巻 | 貴島研二           | (監修) 菊田一夫    | 森伊千雄   |
| 31               | 10月29日       | (不明)                     | 菜川作太郎         | (監修) 菊田一夫    | 森伊千雄   |
| 32               | 11月05日       | 稲妻小僧の巻               | 岡田教和           | (監修) 菊田一夫    | 森伊千雄   |
| 33               | 11月12日       | あたしにだって夢はあるの巻 | 貴島研二           | (監修) 菊田一夫    | 森伊千雄   |
| 34               | 11月19日       | 借金取りの巻               | 菜川作太郎         | (監修) 菊田一夫    | 森伊千雄   |
| 35               | 11月26日       | 江戸火消しの巻             | 岡田教和           | (監修) 菊田一夫    | 森伊千雄   |
| 36               | 12月03日       | (不明)                     | (不明)             | (監修) 菊田一夫    | 森伊千雄   |
| 37               | 12月10日       | 百両飛脚の巻               | 菜川作太郎         | (監修) 菊田一夫    | (不明)     |
| 38               | 12月17日       | (不明)                     | 菜川作太郎         | (監修) 菊田一夫    | (不明)     |
| 39               | 12月24日       | 楽しこの夜の巻             | 貴島研二           | (監修) 菊田一夫    | (不明)     |
| 40               | 12月31日       | (不明)                     | 岡田教和           | (監修) 菊田一夫    | 森伊千雄   |
| 41               | 1957年01月07日 | 柳家漢方薬本舗 女中の巻    | 菜川作太郎         | (監修) 菊田一夫    | 森伊千雄   |
| 42               | 1月14日        | 幸せはどこの空に           | 貴島研二           | (監修) 菊田一夫    | (不明)     |
| 43               | 1月21日        | (不明)                     | 秋月桂太           | (監修) 菊田一夫    | (不明)     |
| 44               | 1月28日        | (〃)                       | 岡田教和           | (監修) 菊田一夫    | 森伊千雄   |
| 45               | 2月04日        | 節分こぼれ話               | 菜川作太郎         | (監修) 菊田一夫    | 森伊千雄   |
| 46               | 2月11日        | 妾だって花の蕾の巻         | 貴島研二           | (監修) 菊田一夫    | 森伊千雄   |
| 47               | 2月18日        | (不明)                     | 秋月桂太           | (監修) 菊田一夫    | (不明)     |
| 48               | 2月25日        | (〃)                       | (不明)             | (不明)             | (不明)     |
| 49               | 3月04日        | (〃)                       | 貴島研二           | (監修) 菊田一夫    | 森伊千雄   |
| 50               | 3月18日        | 子供の天国の巻             | 秋月桂太           | (監修) 菊田一夫    | (不明)     |
| 51               | 3月25日        | てんてん観音の巻           | 秋月桂太           | (監修) 菊田一夫    | (不明)     |
| てんてん娘捕物帖 |                |                            |                    |                    |            |
| 52               | 4月01日        | 初手柄二人娘 前篇          | 斉藤豊吉           | 斉藤豊吉           | (不明)     |
| 53               | 4月08日        | 新手柄二人娘 解決篇        | 斉藤豊吉           | 斉藤豊吉           | (不明)     |
| 54               | 4月15日        | 黒髪夜話 前篇              | 岡田教和           | (原作者) 斉藤豊吉  | 森伊千雄   |
| 55               | 4月22日        | 黒髪夜話 後篇              | 岡田教和           | (原作者) 斉藤豊吉  | (不明)     |
| 56               | 4月29日        | 犬の毛 前篇                | 岡田教和           | (原作者) 斉藤豊吉  | (不明)     |
| 57               | 5月06日        | 犬の毛 解決篇              | 岡田教和           | (原作者) 斉藤豊吉  | (不明)     |
| てんてん娘道中記 |                |                            |                    |                    |            |
| 58               | 5月13日        | 縞の財布                   | 岡田教和           | (原作者) 斉藤豊吉  | (不明)     |
| 59               | 5月20日        | 勝守                       | 岡田教和           | (原作者) 斉藤豊吉  | (不明)     |
| 60               | 5月27日        | 茶壷奇談                   | 岡田教和           | (原作者) 斉藤豊吉  | (不明)     |
| 61               | 6月03日        | てづま娘                   | 岡田教和           | (原作者) 斉藤豊吉  | (不明)     |
| 62               | 6月10日        | 海上七里で                 | 岡田教和           | (原作者) 斉藤豊吉  | (不明)     |
| 63               | 6月17日        | 大津ヶ町騒動               | 岡田教和           | (原作者) 斉藤豊吉  | (不明)     |
| 64               | 6月24日        | 祇園うれしや               | 岡田教和           | (原作者) 斉藤豊吉  | (不明)     |

| KRT系 月曜20時台後半枠              | KRT系 月曜20時台後半枠  | KRT系 月曜20時台後半枠                  |
| 前番組                              | 番組名                  | 次番組                                  |
| ----------------------------------- | ----------------------- | --------------------------------------- |
| 浪曲番組 （枠不定）                 | てんてん娘 （1956年版） | ナショナルTVホール サンドイッチマン物語 |
| KRT系 ナショナル ゴールデン・アワー |                         |                                         |
| （なし）                            | てんてん娘 （1956年版） | ナショナルTVホール サンドイッチマン物語 |

### 1984年版
1984年（昭和59年）6月25日の19時30分 - 20時54分に、フジテレビの『月曜ドラマランド』枠で放送された。

#### キャスト
- 原真祐美
- 赤木春恵
- 清水章吾
- 鈴木ヒロミツ
- 長門裕之
- 塩沢とき
- 稲垣美穂子
- 坂上味和
- 大和撫子
- 谷啓
- 渡辺篤史
- 八名信夫
- 芦川よしみ
- 江藤博利
- 山本昌平
- 関山耕司
- 姫ゆり子
- 岩本多代
- 佐藤恵利

#### スタッフ
- 脚本：奥津啓治
- 演出：福本義人
- 制作：テレパック、フジテレビ

#### 主題歌
「てんてん娘」
- 作詞：三浦徳子 / 作曲：馬飼野康二 / 編曲：八木正生 / 歌：原真祐美
- 1956年版とは曲名が同じだが異なる。
- 1984年6月21日発売の『夏のレッスン1』のB面に収録された。

| フジテレビ系 月曜ドラマランド | フジテレビ系 月曜ドラマランド | フジテレビ系 月曜ドラマランド |
| 前番組                        | 番組名                        | 次番組                        |
| ----------------------------- | ----------------------------- | ----------------------------- |
| さよなら!ぐうたらママ         | てんてん娘 （1984年版）       | 乙女学園すみれ寮              |

## 映画
1956年12月12日に公開された日本映画。製作は宝塚映画製作所（現在の宝塚映像）、配給は東宝。モノクロ、スタンダード。
1. 第1話：『てんてん娘 てんてん天気は日本晴れ』（55分）
2. 第2話：『てんてん娘 てんてん娘に花が咲く』（50分）

上記の中篇2話を合わせ、メインプログラムの『サザエさん』と合わせて3本立て興行で公開した。
なお、キャストは同年のテレビドラマが基調となっているが、ラジオ東京は製作に関わっていない。

### スタッフ
- 製作：引田一郎[要出典]
- プロデューサー：山本紫朗[要出典]
- 監督：青柳信雄
- 脚本：若尾徳平
- 音楽：宮城秀雄
- 撮影：遠藤精一
- 照明：丹羽準
- 美術：清水喜代志
- 録音：高木梅之助

### キャスト
- てんてん娘：宮城まり子
- ポン引A：有島一郎
- ポン引B：三木のり平
- 虎之助（口入屋主人）：小川虎之助
- お玉（口入屋の娘）：環三千世
- 銭形平六：横山エンタツ
- お夏（平六の女房）：藤間紫
- ふぐ寅（平六の子分）：丘寵児
- 山本屋久兵衛、内藤市之進：柳家金語楼
- お勝（質屋の女房）、お蘭：清川虹子
- お喜代（質屋の娘）、雪乃：扇千景
- 菊太郎（質屋の息子）：頭師正明
- 伊之助、相良小太郎：市川謹也
- 六造、留吉（人足）：森健二
- 山岡惣左衛門、黒川源内：本郷秀雄
- 女房お豊：吉川雅恵
- 酒井雅楽頭：沢村宗之助
- 伜万次郎：早川恭二

### 同時上映
- 『サザエさん』 - 上記参照